# Kalaharia uncinata
Kalaharia es un género de plantas con flores pertenecientes a la familia de las lamiáceas, anteriormente se encontraba en las verbenáceas. Incluye una sola especie: Kalaharia uncinata (Schinz) Moldenke, Phytologia 5: 132 (1955), que es originaria de Gabón a Tanzania y Sudáfrica.

## Descripción
Es un planta perenne, sufrútice que alcanza un tamaño de 0.2 - 1.2 metros de altura, a una altitud de 915 - 1310 m.

## Taxonomía
Kalaharia uncinata, fue descrita por (Schinz) Moldenke y publicado en Phytologia 5: 132, en el año 1955.
Sinonimia
- Clerodendrum spinescens Gürke
- Clerodendrum spinescens var. parviflorum Schinz ex Gürke
- Clerodendrum uncinatum Schinz	basónimo
- Cyclonema spinescens Oliv.
- Kalaharia spinescens (Gürke) Gürke
- Kalaharia spinescens var. hirsuta Moldenke
- Kalaharia spinescens var. parviflora (Schinz ex Gürke) R.E.Fr.
- Kalaharia spinipes Baill.
- Kalaharia uncinata var. hirsuta (Moldenke) Moldenke
- Kalaharia uncinata f. rubra Moldenke
- Rotheca uncinata (Schinz) P.P.J.Herman & Retief[4][5]